# Подосьё (Псковский район)
Подосьё — деревня в Логозовской волости Псковского района Псковской области России.

## География
Расположено в 3 км к западу от Пскова и в 1 км к востоку от Неёлово на Рижском шоссе (трасса Псков-Изборск-Рига А212). К востоку — примыкает к деревне Уграда.
В Подосье имеются улицы Мелиораторов, Мирная, Молодёжная, Рублевская, Славянская, Солнечная, Строителей, Творческая, Цветочная и Южная.

## Население
| 2001 | 2002 | 2010 | 2012 |
| ---- | ---- | ---- | ---- |
| 167  | ↗200 | ↗213 | ↗219 |

## История
До 2005 года входила в состав Тямшанской волости.